# Porcellio creticus
Porcellio creticus is een pissebed uit de familie Porcellionidae. De wetenschappelijke naam van de soort is voor het eerst geldig gepubliceerd in 1929 door Hans Strouhal.